# دانشنامه ژن و ژنوم کیوتو
دانشنامه ژن و ژنوم کیوتو یا به اختصار KEGG پایگاه داده‌ای مربوط به اطلاعات زیستی است که نخستین بار توسط مینورور کانهیزا پروفسور در انستیتو تحقیقات شیمی در دانشگاه کیوتو در سال ۱۹۹۵ همزمان با پروژه ژنوم درست شد. به منظور استفاده از تحلیل کامپیوتری برای تفسیر نتایج حاصل از پروژه ژنوم مینورور کانهیزا ساخت KEGG patheay را آغاز کرد. در این پایگاه داده توسط دانش به دست آمده از آزمایش‌های مختلف، نقشه و مسیرهای متابولیکی ترسیم شده است و همچنین تعدادی عملکرد سلول و ارگانیزم‌ها نیز به صورت جزئی به تصویر کشیده شده است. در هر نقشه شامل یکسری واکنش بین بیومولکولهای مختلف است که طوری طراحی شده است که از این نقشه می‌شود اطلاعاتی راجع به ژن‌ها و پروتئین‌های دخیل در آن آگاهی یافت. در این دیتابیس می‌توان مسیرهای مختلف را با هم مقایسه و و تحلیل کنیم و به‌طور کلی از آن‌ها اطلاعات سودمندی استخراج کنیم.
بر طبق نظر سازنده، KEGG به صورت یک «کامپیوتر ارائه‌دهنده» سیستم‌های بیولوژیکی است. این دیتابیس به صورت فعال دیاگرام‌ها و واحدهایی متصل به هم را ایجاد می‌کند، که به‌طور مخصوص دیاگرام‌هایی برای ژن‌ها و عملکرد پروتئین‌های مرتبط، واکنش‌های بین مولکول‌های مختلف و ایجاد یک شبکه مرتبط به هم است.